# Mittersthal
Mittersthal ist ein Gemeindeteil der Gemeinde Deining im Landkreis Neumarkt in der Oberpfalz.

## Geografie
Das Kirchdorf Mittersthal liegt auf der Hochfläche des Oberpfälzer Jura, hufeisenförmig um den alten Dorfbrunnen, der unterhalb der Kirche St. Matthias an den Hängen des Fallgrabens entspringt und mitten durch ein Tal führt. Die beiden Teile des Ortes werden „Sommergass“ und „Wintergass“ genannt.

## Geschichte
Mittersthal wurde am 31. Mai 1323 erstmals urkundlich erwähnt, als Heinrich der Loter von Mutrestal hier für dritthalb Pfund Haller eine Hofstatt mit Bewilligung Albrechts von Frikenhoven an Bruder Heinrich den Meister von der Seligenporten verkaufte. Mittersthal gehörte 1403 zur Burg Niedersulzbürg. 1420 begann der Bau für die Kirche St. Matthias. 
Die Landesherren setzten ab 1548 lutherische, später auch kalvinistische Geistliche ein, erst ab 1625 folgte die Wiedereinführung der katholischen Religionsausübung. 1671 lebten in der Gemeinde 189 Einwohner in 46 Familien und 38 Häusern. Eine Altstraße führte ab dem Jahr 1700 von Neumarkt über Deining, Mittersthal, Finsterweiling, Waldhausen, Eichenhofen, Parsberg, Mausheim, Beratzhausen, Laaber, Nittendorf nach Regensburg. Frühere Schreibweisen des Ortsnamens von Mieterstall, Mütterstall und Muterstal lassen sich vermutlich auf Maultierstall zurückführen. Maultiere dienten an der vorbeiführenden Alten Straße aus Last- und Zugtiere.

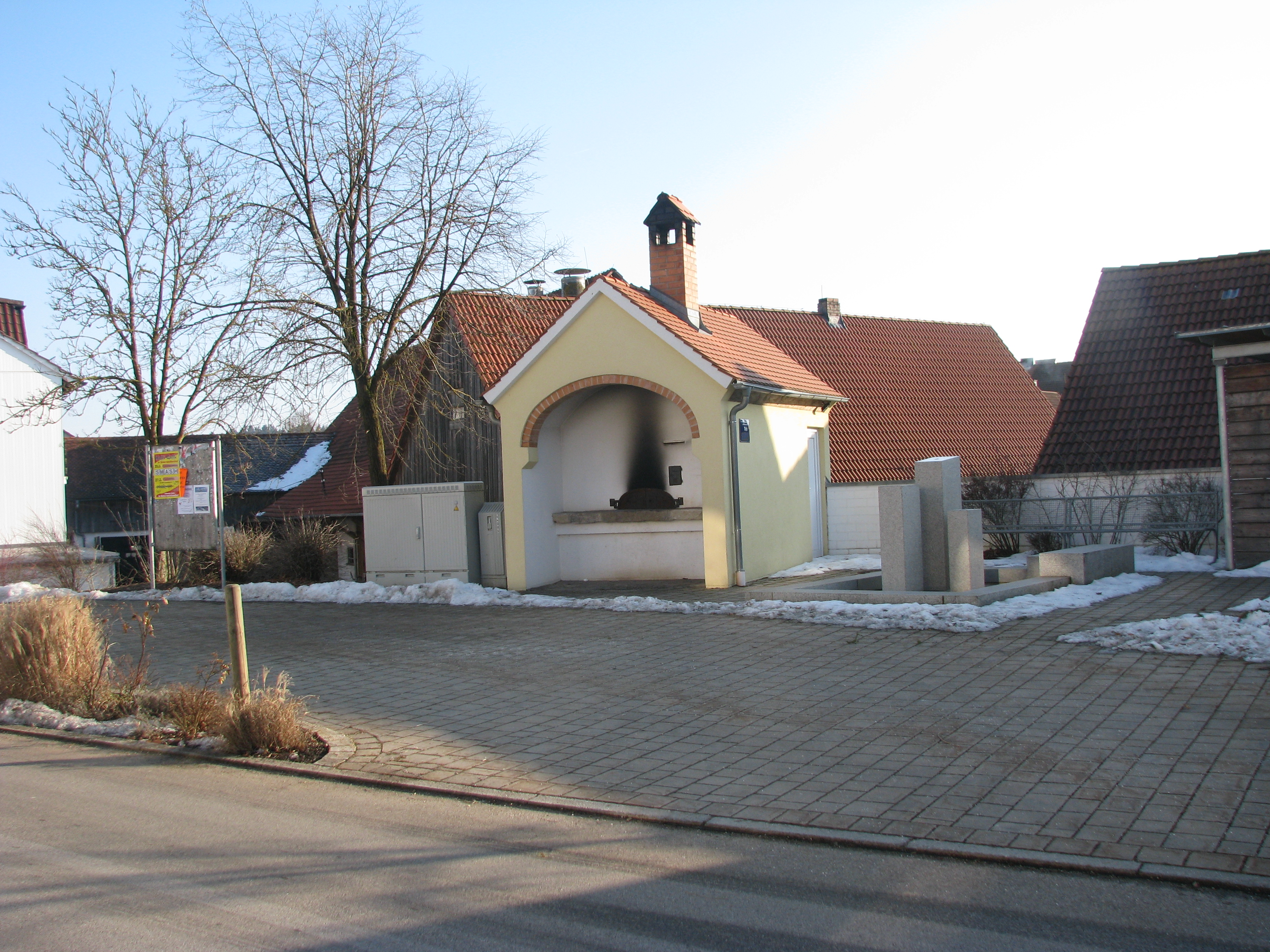
Ortsmitte

1901 wurde Mittersthal als Miteigentümer am Schulhaus Deining ins Grundbuch eingetragen. Die Flurbereinigung wird mit Deining, Unterbuchfeld und Harenzhofen 1947 durchgeführt. Der Name des Ortes wurde vom Bayerischen Staatsministerium des Innern am 21. März 1956 auf Mittersthal festgelegt. Zuvor lautete der offizielle Ortsname Mitterstahl. 1957 erfolgte der Bau eines eigenen Schulhauses, das jedoch 1973 verkauft wurde und die Kinder wieder in Deining eingeschult wurden. Mittersthal gab durch Beschluss des Gemeinderates seine Selbstständigkeit auf und wurde am 1. Mai 1978 in die Gemeinde Deining eingegliedert.

## Katholische Filialkirche St. Matthias

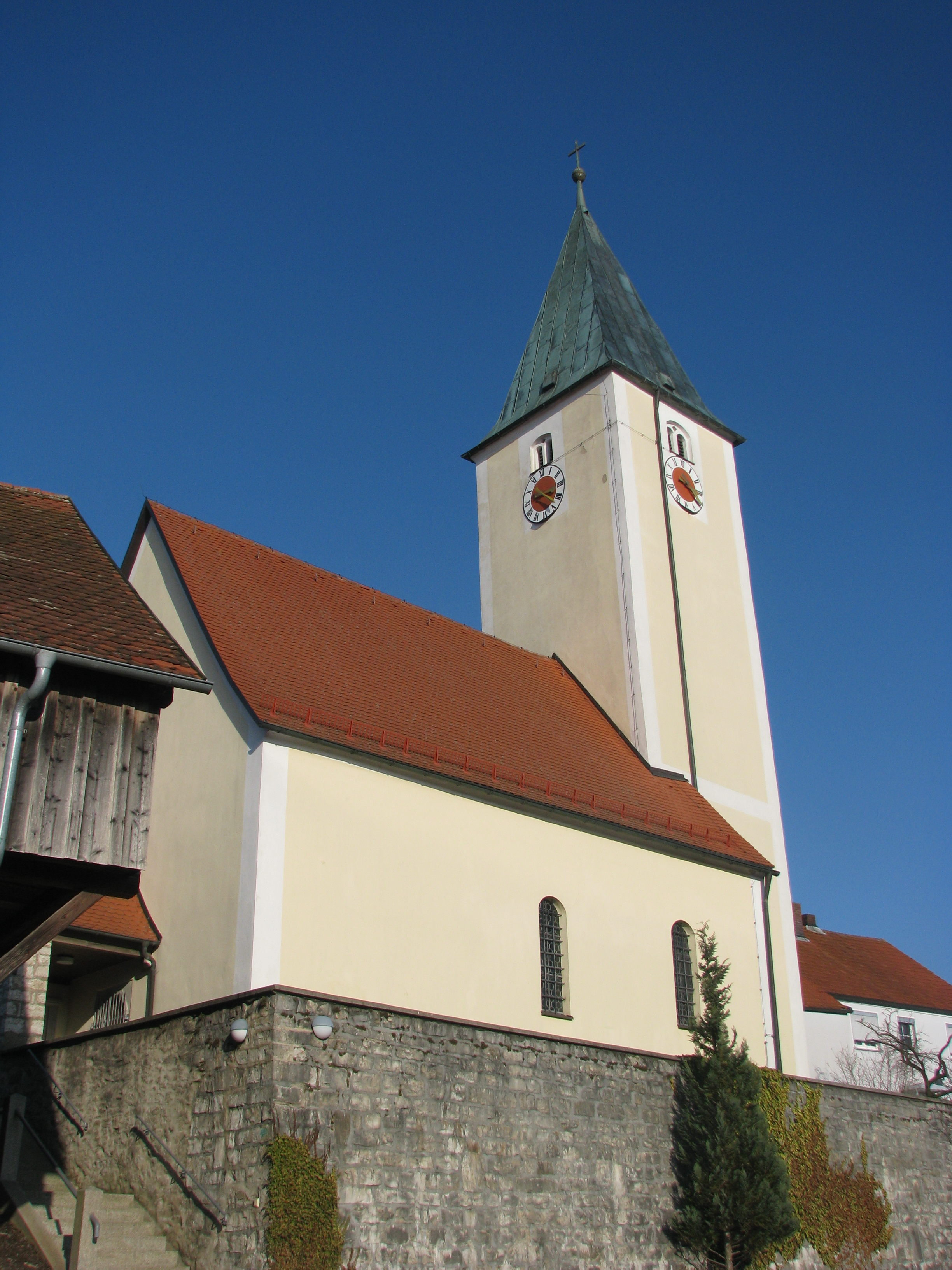
St. Matthias

Als ältester Teil besteht die Chorturmanlage aus dem frühen 15. Jahrhundert, die später mehrfach umgestaltet wurde. Nun erscheint er als Turm mit Zeltdach. Innen wurde das Gotteshaus zuletzt 1979/80 und außen 1984 restauriert. Das Kirchenschiff besteht aus einem quadratischen Chor mit Kreuzgratgewölbe, das Kirchenschiff hingegen besitzt eine Flachdecke. 
Ausstattung: Hochaltar um 1700, Aufbau mit zwei gewundenen Säulen und Seitenfiguren des Hl. Petrus und Paulus. Altarbild: Hl. Matthias von Georg Halter 1903 (signiert und datiert). Die Seitenaltäre Mitte aus der Mitte des 18. Jahrhunderts, stammen angeblich aus der Hofkirche in Neumarkt. 1862 erhielt die Kirche zwei neue Altäre aus der Stadtpfarrkirche in Neumarkt. Die Säulenbaldachin-Aufbauten zeigen links mit Altarblatt der Muttergottes von Halter 1912 und Wappen der Neumarkter Gansbrauerei; am Antependium Akanthusranken und ein bemaltes Medaillonrelief mit einem schlafenden König David, wohl um 1700.
Im Jahr 1900 war der Deininger Kirchenmaler Georg Lang von der Kirchenstiftung beauftragt worden, die Decke der Kirche neu auszumalen. Sie war geweißt und eingerüstet worden. Ob dieses Gerüst einbrach, oder der Meister durch einen Fehltritt vom Gerüst fiel, ist nicht bekannt. Jedenfalls fiel er mehrere Meter tief auf den harten Steinboden. Am 25. Mai, morgens um halb sieben Uhr, verstarb er an den Folgen dieses Sturzes und wurde am 27. Mai 1900, morgens um 10 Uhr auf dem Deininger Friedhof beigesetzt.

## Personen
- Agnes Stiegler, deutsche Kickbox-Meisterin und Vizeweltmeisterin in der Semikontakt-Klasse bis 60 kg, 1991.